# Dirka po Italiji 1953
Dirka po Italiji 1953 (italijansko Giro d'Italia 1953) je 36. izvedba dirke po Italiji, tritedenske moške cestne kolesarske etapne dirke. Začela se je 12. maja v Milanu in končala 2. junija v Milanu. Sodelovalo je 112 kolesarjev iz 16-ih ekip. Rožnato majico je petič osvojil Fausto Coppi (Bianchi–Pirelli), drugo mesto Hugo Koblet (Guerra), tretje pa Pasquale Fornara (Bottecchia).

## Ekipe
- Arbos
- Atala
- Bartali
- Bianchi–Pirelli
- Bottecchia
- Fiorelli
- Francia
- Fréjus
- Ganna–Ursus
- Girardengo
- Guerra
- Legnano–Pirelli
- Levirere
- Locomotief
- Torpado–Ursus
- Welter

## Etape
| Etapa | Datum    | Štart/Cilj                            | Razdalja    | Tip         | Tip                  | Zmagovalec                |             |
| ----- | -------- | ------------------------------------- | ----------- | ----------- | -------------------- | ------------------------- | ----------- |
| 1     | 12. maj  | Milano – Abano Terme                  | 263 km      |             | ravninska etapa      | Wim Van Est (NED)         |             |
| 2     | 13. maj  | Abano Terme – Rimini                  | 278 km      |             | gorska etapa         | Pasquale Fornara (ITA)    |             |
| 3     | 14. maj  | Rimini – San Benedetto del Tronto     | 182 km      |             | ravninska etapa      | Albino Crespi (ITA)       |             |
| 4     | 15. maj  | San Benedetto del Tronto – Roccaraso  | 171 km      |             | gorska etapa         | Fausto Coppi (ITA)        |             |
| 5     | 16. maj  | Roccaraso – Neapelj                   | 149 km      |             | ravninska etapa      | Ettore Milano (ITA)       |             |
| 6     | 17. maj  | Neapelj – Rim                         | 285 km      |             | ravninska etapa      | Giuseppe Minardi (ITA)    |             |
| 7     | 18. maj  | Rim – Grosseto                        | 178 km      |             | ravninska etapa      | Giovanni Corrieri (ITA)   |             |
| 8     | 18. maj  | Grosseto – Follonica                  | 48 km       |             | posamični kronometer | Hugo Koblet (SUI)         |             |
| 9     | 19. maj  | Follonica – Pisa                      | 114 km      |             | ravninska etapa      | Rik Van Steenbergen (BEL) |             |
|       | 20. maj  | dan počitka                           | dan počitka | dan počitka | dan počitka          | dan počitka               | dan počitka |
| 10    | 21. maj  | Pisa – Modena                         | 189 km      |             | gorska etapa         | Fiorenzo Magni (ITA)      |             |
| 11    | 22. maj  | Modena – Modena                       | 30 km       |             | ekipni kronometer    | Bianchi–Pirelli           |             |
| 12    | 23. maj  | Modena – Genova                       | 278 km      |             | ravninska etapa      | Giorgio Albani (ITA)      |             |
| 13    | 24. maj  | Genova – Bordighera                   | 256 km      |             | gorska etapa         | Oreste Conte (ITA)        |             |
| 14    | 25. maj  | Bordighera – Torino                   | 242 km      |             | ravninska etapa      | Pietro Giudici (ITA)      |             |
| 15    | 26. maj  | Torino – San Pellegrino Terme         | 232 km      |             | ravninska etapa      | Nino Assirelli (ITA)      |             |
|       | 27. maj  | dan počitka                           | dan počitka | dan počitka | dan počitka          | dan počitka               | dan počitka |
| 16    | 28. maj  | San Pellegrino Terme – Riva del Garda | 279 km      |             | gorska etapa         | Fiorenzo Magni (ITA)      |             |
| 17    | 29. maj  | Riva del Garda – Vicenza              | 166 km      |             | ravninska etapa      | Bruno Monti (ITA)         |             |
| 18    | 30. maj  | Vicenza – Auronzo di Cadore           | 186 km      |             | ravninska etapa      | Bruno Monti (ITA)         |             |
| 19    | 31. maj  | Auronzo di Cadore – Bolzano           | 164 km      |             | gorska etapa         | Fausto Coppi (ITA)        |             |
| 20    | 1. junij | Bolzano – Bormio                      | 125 km      |             | gorska etapa         | Fausto Coppi (ITA)        |             |
| 21    | 2. junij | Bormio – Milano                       | 220 km      |             | ravninska etapa      | Fiorenzo Magni (ITA)      |             |
|       | Skupaj   | Skupaj                                | 4035,5 km   | 4035,5 km   | 4035,5 km            | 4035,5 km                 | 4035,5 km   |

## Razvrstitev po klasifikacijah
| Etapa  | Zmagovalec          | Rožnata majica ·  | Najboljši tuji kolesar · | Najboljši neodvisni kolesar · | Gorski seštevek  | Ekipno                     |
| ------ | ------------------- | ----------------- | ------------------------ | ----------------------------- | ---------------- | -------------------------- |
| 1      | Wim Van Est         | Wim Van Est       | Wim Van Est              | Alfo Ferrari                  | brez             | Locomotief                 |
| 2      | Pasquale Fornara    | Guido De Santi    | Hugo Koblet              | Elio Brasola                  | Pasquale Fornara | Levriere                   |
| 3      | Albino Crespi       | Guido De Santi    | Hugo Koblet              | Elio Brasola                  | Pasquale Fornara | Levriere                   |
| 4      | Fausto Coppi        | Pasquale Fornara  | Louison Bobet            | Elio Brasola                  | Pasquale Fornara | Bianchi–Pirelli in Francia |
| 5      | Ettore Milano       | Pasquale Fornara  | Louison Bobet            | Elio Brasola                  | Pasquale Fornara | Bianchi–Pirelli in Francia |
| 6      | Giuseppe Minardi    | Guido De Santi    | Hugo Koblet              | Elio Brasola                  | Pasquale Fornara | Bianchi–Pirelli in Francia |
| 7      | Giovanni Corrieri   | Giovanni Corrieri | Hugo Koblet              | Arrigo Padovan                | Pasquale Fornara | Bianchi–Pirelli in Francia |
| 8      | Hugo Koblet         | Hugo Koblet       | Hugo Koblet              | Elio Brasola                  | Pasquale Fornara | Bartali                    |
| 9      | Rik Van Steenbergen | Hugo Koblet       | Hugo Koblet              | Elio Brasola                  | Pasquale Fornara | Bartali                    |
| 10     | Fiorenzo Magni      | Hugo Koblet       | Hugo Koblet              | Elio Brasola                  | Pasquale Fornara | Bianchi–Pirelli            |
| 11     | Bianchi–Pirelli     | Hugo Koblet       | Hugo Koblet              | Elio Brasola                  | Pasquale Fornara | Bartali                    |
| 12     | Giorgio Albani      | Hugo Koblet       | Hugo Koblet              | Elio Brasola                  | Pasquale Fornara | Bartali                    |
| 13     | Oreste Conte        | Hugo Koblet       | Hugo Koblet              | Elio Brasola                  | Pasquale Fornara | Bartali                    |
| 14     | Pietro Giudici      | Hugo Koblet       | Hugo Koblet              | Angelo Conterno               | Pasquale Fornara | Bartali                    |
| 15     | Nino Assirelli      | Hugo Koblet       | Hugo Koblet              | Angelo Conterno               | Pasquale Fornara | Bottecchia                 |
| 16     | Fiorenzo Magni      | Hugo Koblet       | Hugo Koblet              | Angelo Conterno               | Pasquale Fornara | Ganna–Ursus                |
| 17     | Bruno Monti         | Hugo Koblet       | Hugo Koblet              | Angelo Conterno               | Pasquale Fornara | Ganna–Ursus                |
| 18     | Bruno Monti         | Hugo Koblet       | Hugo Koblet              | Angelo Conterno               | Pasquale Fornara | Ganna–Ursus                |
| 19     | Fausto Coppi        | Hugo Koblet       | Hugo Koblet              | Angelo Conterno               | Pasquale Fornara | Ganna–Ursus                |
| 20     | Fausto Coppi        | Fausto Coppi      | Hugo Koblet              | Angelo Conterno               | Pasquale Fornara | Ganna–Ursus                |
| 21     | Fiorenzo Magni      | Fausto Coppi      | Hugo Koblet              | Angelo Conterno               | Pasquale Fornara | Ganna–Ursus                |
| Skupaj | Skupaj              | Fausto Coppi      | Hugo Koblet              | Angelo Conterno               | Pasquale Fornara | Ganna–Ursus                |

## Končna razvrstitev
| Legenda | Legenda                                              | Legenda | Legenda                                                   |
| ------- | ---------------------------------------------------- | ------- | --------------------------------------------------------- |
|         | Predstavlja vodilnega v skupnem seštevku             |         | Predstavlja vodilnega v razvrstitvi neodvisnih kolesarjev |
|         | Predstavlja vodilnega v razvrstitvi tujih kolesarjev |         |                                                           |

### Rožnata majica
| Poz. | Kolesar                 | Ekipa           | Čas          |
| ---- | ----------------------- | --------------- | ------------ |
| 1    | Fausto Coppi (ITA)      | Bianchi–Pirelli | 118h 37' 26" |
| 2    | Hugo Koblet (SUI)       | Guerra          | + 1' 26"     |
| 3    | Pasquale Fornara (ITA)  | Bottecchia      | + 6' 55"     |
| 4    | Gino Bartali (ITA)      | Bartali         | + 14' 08"    |
| 5    | Angelo Conterno (ITA)   | Fréjus          | + 20' 51"    |
| 6    | Stan Ockers (BEL)       | Girardengo      | + 24' 14"    |
| 7    | Giovanni Roma (ITA)     | Bottecchia      | + 24' 35"    |
| 8    | Guido De Santi (ITA)    | Levriere        | + 25' 06"    |
| 9    | Fiorenzo Magni (ITA)    | Ganna–Ursus     | + 25' 39"    |
| 10   | Vincenzo Rossello (ITA) | Ganna–Ursus     | + 26' 21"    |

### Neodvisni kolesarji
| Poz. | Kolesar               | Čas          |
| ---- | --------------------- | ------------ |
| 1    | Angelo Conterno (ITA) | 118h 58' 17" |
| 2    | Giovanni Roma (ITA)   | + 3 '44"     |
| 3    | Pietro Giudici (ITA)  | + 8' 11"     |
| 4    | Donato Zampini (ITA)  | + 11' 03"    |
| 5    | Arrigo Padovan (ITA)  | + 12' 32"    |

### Tuji kolesarji
| Poz. | Kolesar            | Ekipa      | Čas          |
| ---- | ------------------ | ---------- | ------------ |
| 1    | Hugo Koblet (SUI)  | Guerra     | 118h 38' 55" |
| 2    | Stan Ockers (BEL)  | Girardengo | + 22' 45"    |
| 3    | Wim Van Est (NED)  | Hollandia  | + 28' 28"    |
| 4    | Fritz Schaer (SUI) | Guerra     | + 28' 57"    |
| 5    | Roger Pontet (FRA) | Francia    | + 52' 56"    |

### Gorski seštevek
| Poz. | Kolesar                | Ekipa           | Točke |
| ---- | ---------------------- | --------------- | ----- |
| 1    | Pasquale Fornara (ITA) | Bottecchia      | 33    |
| 2    | Fausto Coppi (ITA)     | Bianchi–Pirelli | 20    |
| 3    | Gino Bartali (ITA)     | Bartali         | 16    |
| 4    | Hugo Koblet (SUI)      | Guerra          | 15    |
| 5    | Primo Volpi (ITA)      | Arbos           | 10    |
| 6    | Andrea Carrea (ITA)    | Bianchi–Pirelli | 8     |
| 7    | Stan Ockers (BEL)      | Girardengo      | 5     |
| 8    | Danilo Barozzi (ITA)   | Atala           | 4     |
| 9    | Nino Defilippis (ITA)  | Legnano–Pirelli | 3     |
| 9    | Giovanni Roma (ITA)    | Bottecchia      | 3     |

### Ekipna razvrstitev
| Poz. | Ekipa           | Čas          |
| ---- | --------------- | ------------ |
| 1    | Ganna–Ursus     | 357h 13' 20" |
| 2    | Bottecchia      | + 7' 21"     |
| 3    | Bianchi–Pirelli | + 10' 51"    |
| 4    | Legnano–Pirelli | + 37' 59"    |
| 5    | Bartali         | + 39' 00"    |
| 6    | Fréjus          | + 49' 47"    |
| 7    | Guerra          | + 1h 01' 12" |
| 8    | Levrieri        | + 1h 05' 23" |
| 9    | Arbos           | + 1h 11' 58" |
| 10   | Atala           | + 1h 33' 11" |